# Bourges
Bourges er en mindre fransk provinsby. Den er hovedsæde i departementet Cher.

## Billedgalleri
- Bourges
- Bourges
- Cathédrale de Bourges
- Cathédrale de Bourges
- Palais Jacques-Cœur
- Palais Jacques-Cœur